# Либединская, Лидия Борисовна
Ли́дия Бори́совна Либеди́нская, урождённая Толста́я (24 сентября 1921, Баку — 19 мая 2006, Москва) — советская писательница, переводчица и мемуаристка из рода Толстых.

## Биография
Отец — юрист Борис Дмитриевич Толстой (1897—1942), двоюродный племянник А. Н. Толстого, служащий Госплана РСФСР, репрессирован в 1937 году, погиб в 1942 году в лагере под Красноярском. Мать — поэтесса, журналист, переводчик Татьяна Владимировна Толстая (Ефимова, 1892—1965), известная под псевдонимом Татьяна Вечорка. По рождении была крещёна по православному обряду, крёстным отцом стал поэт Вячеслав Иванов. В 1924 году семья перебралась в Москву. Почти 20 лет Либединская прожила в Воротниковском переулке.
Начинала учиться в Историко-архивном институте, закончила Литературный институт.

## Личная жизнь
С первым мужем, художником Андреем Константиновичем Ширманом (1919—1943), семейная жизнь не задалась. В 1942 году вышла во второй раз замуж за писателя, в прошлом — одного из руководителей РАППа Юрия Либединского (у него это был четвёртый брак), тогда же дебютировала стихами в газетах. В тридцать восемь лет осталась вдовой с пятью детьми.
Имела 14 внуков и шесть правнуков. Зять — поэт и диссидент Игорь Губерман.
Переводила литературу народов СССР. Публиковала прозу, мемуарные сочинения, исторические и историко-литературные книги для детского и юношеского возраста о Герцене, декабристах, Блоке, Горьком, занималась литературным наследием мужа.
Похоронена в Москве на Новодевичьем кладбище.